# NGC 3159
NGC 3159 est une vaste galaxie elliptique située dans la constellation du Petit Lion. NGC 3159 a été découverte par l'astronome français Guillaume Bigourdan en 1886.

## Caractéristiques
Sa vitesse par rapport au fond diffus cosmologique est de 7 030 ± 18 km/s, ce qui correspond à une distance de Hubble de 103,7 ± 7,3 Mpc (∼338 millions d'al).
À ce jour, cinq mesures non basées sur le décalage vers le rouge (redshift) donnent une distance de 93,080 ± 19,514 Mpc (∼304 millions d'al), ce qui est à l'intérieur des valeurs de la distance de Hubble. Notons cependant que c'est avec la valeur moyenne des mesures indépendantes, lorsqu'elles existent, que la base de données NASA/IPAC calcule le diamètre d'une galaxie et qu'en conséquence le diamètre de NGC 3159 pourrait être d'environ 63,0 kpc (∼205 000 al) si on utilisait la distance de Hubble pour le calculer.

## Groupe de NGC 3158
La galaxie NGC 3159 forme une paire de galaxies avec NGC 3161. Cette paire de galaxie fait partie du groupe de NGC 3158 qui comprend aussi les galaxies NGC 3151, NGC 3152, NGC 3160, et NGC 3163.

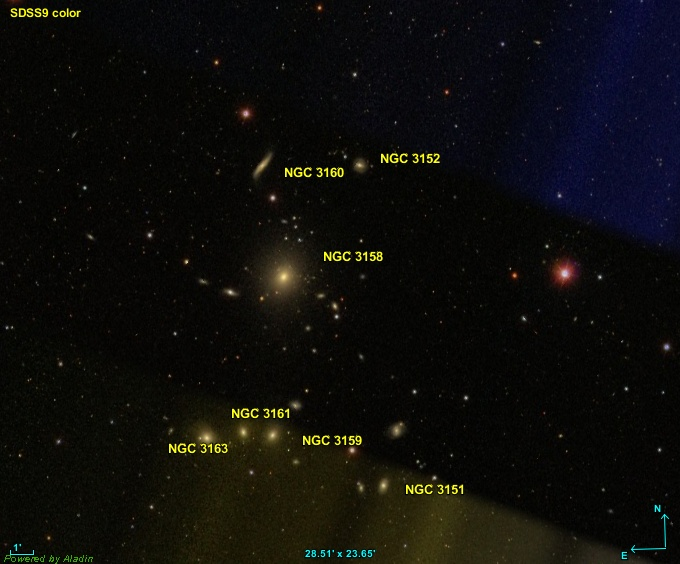
Le groupe de NGC 3158.